# Chiến tranh cột cờ
Chiến tranh cột cờ (còn gọi là Cuộc nổi dậy của Hōne Heke, hay cũng được gọi là Chiến tranh Maori đầu tiên) là một cuộc chiến xảy ra giữa những thổ dân bản địa New Zealand do tù trưởng Hōne Heke chỉ huy chiến đấu với thực dân Anh ở xung quanh khu vực vịnh Đảo. Cuộc chiến này được khơi mào bắt đầu bằng sự kiện xảy ra vào ngày 11 tháng 3 năm 1845, khi có khoảng 600 chiến binh Maori trang bị súng trường, súng hai nòng và rìu đã lăm le tấn công vào thị trấn Kororareka (ngày nay là Russell). Đến đầu năm 1846, toàn quyền mới của Anh là George Grey đã đồng ý thỏa thuận hòa bình với thủ lĩnh Heke, chấm dứt các cuộc giao tranh. Kết thúc cuộc chiến thì quân đội Anh mất 82 lính và 164 người bị thương.

## Chú thích

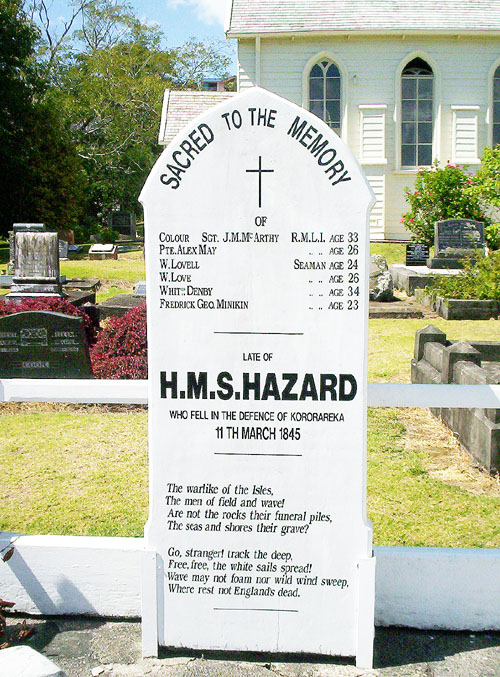
Bia tưởng niệm những lính Anh tham gia vào cuộc đụng độ